# Campeonato Panamericano de Taekwondo de 2024
El XXIII Campeonato Panamericano de Taekwondo se celebró en Río de Janeiro (Brasil) en 2024 bajo la organización de la Unión Panamericana de Taekwondo.
En total se disputaron en este deporte dieciséis pruebas diferentes, ocho masculinas y ocho femeninas.

## Resultados

### Masculino
| Evento | Oro                          | Plata                               | Bronce                                                             |
| ------ | ---------------------------- | ----------------------------------- | ------------------------------------------------------------------ |
| –54 kg | Nithan Brindamohan · Canadá  | Flávio Marques · Brasil             | Angelberto García · México · Giovanni Aubin de Moraes · Brasil     |
| –58 kg | Santino Policelli Argentina  | Carlos Cortés · México              | Nicholas Hoeflin · Canadá · Paulo Melo · Brasil                    |
| –63 kg | Yohandri Granado · Venezuela | Gabriel Ramos · Brasil              | Sebastián Navea · Brasil · Sebastián Navea · Chile                 |
| –68 kg | João Victor Souza · Brasil   | Bernardo Pie · República Dominicana | David Felipe Paz · Colombia · Khalfani Harris · Estados Unidos     |
| –74 kg | Tae-Ku Park · Canadá         | Federico González Gómez · Uruguay   | Jann Dennis Tavárez · Puerto Rico · José Rubén Nava · México       |
| –80 kg | Carl Nickolas Estados Unidos | Lucas Ostapiv · Brasil              | Miguel Ángel Trejos · Colombia · Joaquín Churchill · Chile         |
| –87 kg | Jordan Stewart · Canadá      | Allif Souza · Brasil                | Ícaro Miguel Martins · Brasil · Michael Rodriguez · Estados Unidos |
| +87 kg | Rafael Alba Castillo · Cuba  | Jonathan Healy Estados Unidos       | Patrik Pereira · Brasil · Franco Muñoz · Chile                     |

### Femenino
| Evento | Oro                               | Plata                          | Bronce                                                        |
| ------ | --------------------------------- | ------------------------------ | ------------------------------------------------------------- |
| –46 kg | Brenda Costa Rica · México        | Ashley Choi Estados Unidos     | Saraí Sánchez · Puerto Rico · Zelzin Viridiana Silva · México |
| –49 kg | Maya Mata Estados Unidos          | Laila Khan · Canadá            | Nivea Barros · Brasil · María Sara Grippoli · Uruguay         |
| –53 kg | Carolina Vieira · Brasil          | Luna Catalina Gallo · Colombia | Aurélie Poiré · Canadá · Sophia Oceguera · Estados Unidos     |
| –57 kg | Faith Dillon Estados Unidos       | Fabiola Villegas · México      | Skylar Park · Canadá · Isadora de Oliveira · Brasil           |
| –62 kg | Makayla Greenwood Estados Unidos  | Leonarda Andric · Canadá       | Itzel Velázquez · México · Mell Mina · Ecuador                |
| –67 kg | Anastasija Zolotic Estados Unidos | Claudia Gallardo · Chile       | Sandy Macedo · Brasil · Milena Titoneli · Brasil              |
| –73 kg | Arlettys Acosta · Cuba            | Ava Lee Haití                  | Victoria Belén Rivas · Argentina · Victoria Heredia · México  |
| +73 kg | Gloria Mosquera · Colombia        | Naomi Alade Estados Unidos     | Paloma García · México · Rachel Fountain · Canadá             |

## Medallero
| Núm. | País                 | Oro | Plata | Bronce | Total |
| ---- | -------------------- | --- | ----- | ------ | ----- |
| 1    | Estados Unidos       | 5   | 3     | 3      | 11    |
| 2    | Canadá               | 3   | 2     | 4      | 9     |
| 3    | Brasil               | 2   | 4     | 9      | 15    |
| 4    | Cuba                 | 2   | 0     | 0      | 2     |
| 5    | México               | 1   | 2     | 6      | 9     |
| 6    | Colombia             | 1   | 1     | 2      | 4     |
| 7    | Argentina            | 1   | 0     | 1      | 2     |
| 8    | Venezuela            | 1   | 0     | 0      | 1     |
| 9    | Chile                | 0   | 1     | 3      | 4     |
| 10   | Uruguay              | 0   | 1     | 1      | 2     |
| 11   | Haití                | 0   | 1     | 0      | 1     |
| 11   | República Dominicana | 0   | 1     | 0      | 1     |
| 13   | Puerto Rico          | 0   | 0     | 2      | 2     |
| 14   | Ecuador              | 0   | 0     | 1      | 1     |
|      | TOTAL                | 16  | 16    | 32     | 64    |